# Mieczysław Rydel
Mieczysław Rydel (Wola Mielecka, 1930. november 27. – Varsó, 2005. december 2.) lengyel tudós, az elektronika és a távközlés szakembere, a Varsói Műszaki Egyetem Elektronikai és Informatikai Karának professzora, habilitált mérnök.

## Életpályája
Mieczysław Rydel 1949-ben érettségizett a Rybniki Középiskolában, majd a Sziléziai Műszaki Egyetem Villamosmérnöki Karán, Gliwicében folytatta tanulmányait, ahol 1953-ban szerzett villamosmérnöki diplomát. Ezt követően tanulmányait a Varsói Műszaki Egyetem Kommunikációs Karán folytatta, ahol 1957-ben megvédte mesterképzős diplomamunkáját. 1955-től a Hírközlési Kar Távközlési Tanszékén, majd az Elektronikai és Informatikai Kar Távközlési Intézetében volt egyetemi oktató. 
1956-tól a műegyetemen dolgozva mérőműszereket és laboratóriumi berendezéseket fejlesztett, kutatásokat végzett a koaxiális utak elméletével kapcsolatban, szerzője volt az útparaméterek meghatározásának módszertanának, és kidolgozta a mérési eredmények értelmezéséhez használt véletlenszerű inhomogenitásokkal rendelkező utak elméletét. 
1965-ben bemutatta és megvédte az inhomogén koaxiális távközlési útvonalak tulajdonságainak elméleti elemzése című szakdolgozatát. 
1970-ben a stockholmi Királyi Technológiai Intézetben volt szakmai gyakorlaton, ahol a digitális átviteli hibák elméletével foglalkozott. 
1972-től 1974-ig, 1980-tól 1984-ig és 1987-től 1990-ig a Távközlési Intézet Távközlési Alapok Tanszékének vezetője volt, 1972-től 1973-ig és 1978-tól 1980-ig pedig az oktatási igazgatóhelyettesi tisztséget töltötte be. 
1979-ben bemutatta a Kódjelek elemzése című monográfiát, és megkapta a tudományok doktora címet. 
A Lengyel Köztársaság elnökének 1991. július 29-i határozatával a műszaki tudományok professzora címet kapta.
2005. december 2-án hunyt el Varsóban. A varsói Powązki temetőben helyezték nyugalomra.

## Kitüntetései
- A Nemzeti Oktatási Bizottság kitüntetése (1976)
- Arany érdemrend a „Hírközlés szolgálatáért” (1976)
- Arany Érdemkereszt (1977)
- „A Varsói Műszaki Egyetemnek tett kiemelkedő szolgálata” arany érdemrend (1980)
- „A kommunikáció kiváló dolgozója” kitüntetés (1983)
- A Lengyelország Újjászületési Rend lovagkeresztje (1987)
- „A Nemzeti Távközlési Szimpóziumért Érdemérem” (1999)